# Мала Лока-при-Вишні Горі
Мала Лока-при-Вишні Горі (словен. Mala Loka pri Višnji Gori) — поселення в общині Гросуплє, Осреднєсловенський регіон, Словенія. Висота над рівнем моря: 341,7 м.